# サン・フアン川 (ニカラグア)
座標: 北緯10度56分 西経83度42分 / 北緯10.933度 西経83.700度
サン・フアン川（サン・フアンがわ、スペイン語: Río San Juan）は、ニカラグア湖の東からカリブ海に至る192.06kmの川。エル・デサグアデーロ（はけ口の意）としても知られる。ニカラグアとコスタリカの国境の大部分は、この右岸（南側）を通る。19世紀にはニカラグア湖とともに、ニカラグア運河の経路の一部に想定された。近年、国内の他ルートの可能性も含めて、この計画構想が再浮上している。エコカナル計画はニカラグア国会から、商用はしけ船がサン・フアン川を通航する免許を取得した。
カーニャス＝ヘレス条約では、サン・フアン川はニカラグアが所有し、コスタリカはニカラグアの認めた部分で商船の通航にのみ川を利用できると定められている。
パナマ運河が完成する以前、サン・フアン川はしばしば大西洋から太平洋に向かうルートの主要部として活用された。アフリカの奴隷を含む多くの人びとが、この川を通って運ばれた。カリフォルニア・ゴールドラッシュのときは、世界中から多くの人びとがコーネリアス・ヴァンダービルトのアクセサリー輸送会社が運航する蒸気船を利用してカリフォルニアへ金を探しに旅立った。蒸気船はサン・フアン川をさかのぼってニカラグア湖を横断し、そこからは駅馬車が太平洋岸まで連絡していた。
流域には熱帯の湿潤森林、湿地、干潟、湖沼、三角江があり、メソアメリカ生物回廊のエコリージョンに属する。一帯にはジャガー、ベアードバク、アメリカマナティー、オウギワシ、ヒワコンゴウインコ、アメリカワニ、カメ、トロピカルガーおよび淡水サメ・エイ類のオオメジロザメ、ノコギリエイ、オオノコギリエイなどが棲息し、特にオオメジロザメはニカラグア湖にも出没し、豊かな生物多様性が保たれている。2003年にユネスコの生物圏保護区に指定された。河口部にはサン・フアン・デル・ノルテという町のほかにコスタリカ最大の島・カレロ島およびニカラグアのインディオ・マイス生物保護区があり、2001年にインディオ・マイス生物保護区一帯はラムサール条約登録地となった。また、南岸のコスタリカのマケンケ国立野生生物保護区もラムサール条約登録地である。